# Sergej Rostovtsev
Sergej Rostovtsev (Russisch: Сергей Ростовцев; Toela, 2 juni 1997) is een Russisch baan- en wegwielrenner.

## Carrière
Als junior werd Rostovtsev in 2014 wereldkampioen scratch. Een jaar later won hij een etappe in de Vredeskoers en werd hij, samen met Dimitri Markov, Maksim Piskoenov en Maksim Soechov, Europees kampioen ploegenachtervolging. Als belofte werd hij, samen met Piskoenov, Europees kampioen ploegkoers in 2016.
In 2017 won Rostovtsev de derde etappe in de Vijf ringen van Moskou, nadat hij een dag eerder al tweede was geworden. In 2021 en 2024 won hij eveneens etappes in deze ronde in zijn thuisland. In 2023 zegevierde hij in de vierde etappe van de Ronde van Mauritius, voor Pirmin Eisenbarth, en won Rostovtsev tevens het puntenklassement. Datzelfde jaar won hij ook enkele eendaagse wedstrijden.

## Baanwielrennen

### Palmares
| Jaar     | RK       | EK                           | WK                   | Overig   |
| Junioren | Junioren | Junioren                     | Junioren             | Junioren |
| -------- | -------- | ---------------------------- | -------------------- | -------- |
| 2014     |          |                              | Scratch              |          |
| 2015     |          | Ploegenachtervolging, Omnium | Ploegenachtervolging |          |
| Beloften |          |                              |                      |          |
| 2016     |          | Ploegkoers                   |                      |          |
| Elite    |          |                              |                      |          |
| 2017     | Scratch  |                              |                      |          |

## Overwinningen
2015
1e etappe Vredeskoers, Junioren
2017
3e etappe Vijf ringen van Moskou
2020
1e etappe Ronde van Mevlana
2021
3e en 4e etappe Vijf ringen van Moskou
2023
Grote Prijs Apollon Tempel
4e etappe Ronde van Mauritius
Puntenklassement Ronde van Mauritius
Grote Prijs Boukraa
Grote Prijs El Marsa
2024
4e etappe Ronde van Mersin
3e etappe Vijf ringen van Moskou